# Sultan ibn Ahmad
Sultan ibn Ahmad al Bu Said  född 1745, dödad av persiska pirater november 1804, blev regent av Oman 1792 och hade titeln Hamis.